# 2017—2018年伊朗示威
2017—2018年伊朗示威（波斯語：تظاهرات ۱۳۹۶ ایران）是自2017年12月28日起在伊朗發動的一連串示威。示威本來在伊朗第二大城市馬什哈德發動，旨在不滿政府的經濟政策，其後引伸至伊朗全國，訴求亦延伸至反對伊朗神權政治及其最高領袖阿里·哈梅內伊。
該次示威是自2009年綠色革命之後對伊朗政府最激烈的挑戰。但其參與者、起因和目標均與綠色革命不同。部份分析認為示威是基於對伊朗總統哈桑·魯哈尼的經濟政策不滿，但亦有分析指示威起因是由於示威者對伊朗神權政治和最高領袖的不滿。
示威在部份地方演變成暴力衝突，包括攻擊警察局和軍營、焚燒汽車和縱火。自2018年1月2日起，有最少21名示威者及1名保安部隊成員死亡，並有450名示威者被捕。
2018年1月3日，伊朗军方宣布骚乱被平息。

## 背景
1979年伊朗伊斯蘭革命後，巴列維王朝被推翻，伊朗成為政教合一的伊斯蘭共和國，由最高領袖魯霍拉·穆薩維·霍梅尼領導。
為了回應與沙特阿拉伯和以色列之間的緊張關係，伊朗發展自己的導彈和核計劃。在被美國為首的國際制裁之後，伊朗與大國進行談判，以換取放寬制裁。
制裁導致伊朗貨幣的不穩定，亦導致通脹、失業率上升及糧食價格上升的問題。很多伊朗人希望放寬制裁可以帶來經濟繁榮，但放寬制裁的好處並沒有使伊朗人的生活改善。而經濟困難亦使政府的貪腐問題曝光。

### 起因
保守派伊朗政治人物暨經濟學家艾哈邁德·塔瓦克科利認為，對魯哈尼政府的示威起源於對貧困階層經濟需求的忽視，並認為「由於推行國際貨幣基金組織的暴力政策，這些發展是可預計的，但是在善意的專家反對之下，已經釀成類似1990年代的社會動盪。」而他亦認為魯哈尼政府正奉行相同的政策。他同時批評魯哈尼政府無法解決平均存款人因不受規管的金融機構所導致的問題。
伊朗作家馬吉德·穆罕默迪說出示威的3個原因：政府貪腐、經濟困難及宗教專制主義。他認為宗教專制主義是示威最顯著的目標，因為示威者相信法基赫的監護堅持維持現狀和不容易改變。該場示威亦是自綠色革命以來伊朗最大規模的示威。
伊朗國際法教授賽義德·阿里·霍拉姆批評魯哈尼政府沒有從2007年-2008年環球金融危機中學習並在存戶的申訴演變成公眾示威前支持儲戶反對不受監管金融機構的不法行為。他說：「當勞·特朗普和雷克斯·蒂勒森不是通過加強內部的不滿來打擊建制？以色列和沙特阿拉伯沒有誓言將戰爭帶入德黑蘭的街頭？為甚麼人民的真正訴求不受重視使他們成為外國人計劃中的棋子？我們的敵人只是利用我們內部的社會分歧，為甚麼我們要加劇這些分歧？」
國家伊朗裔美國人理事會創辦人兼主席特里塔·帕西表示，示威的主要參與者與綠色革命有異。他們並不相信伊朗改革運動並對其不抱希望。伊朗改革派對這場示威表示震驚，而示威者亦不提倡綠色革命期間的口號和思想。

## 时间线

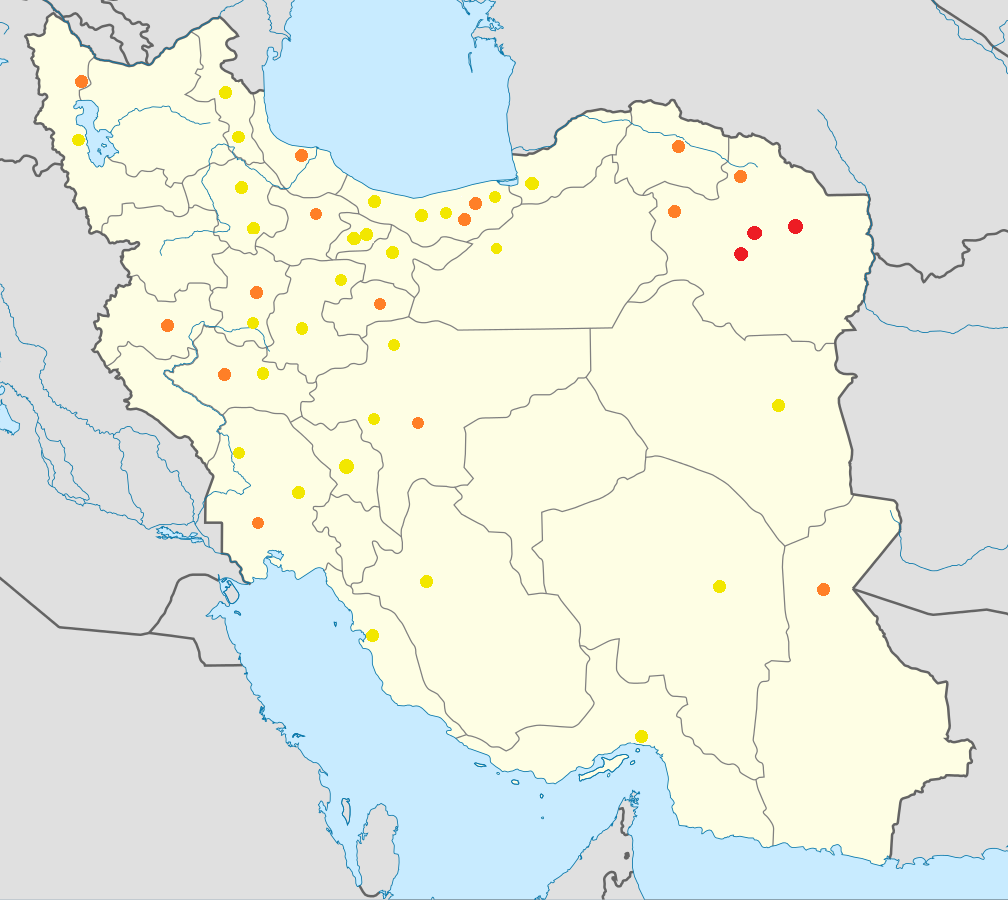
爆发示威的城市（按当地爆发示威首日排列）：
红色：12月28日
橙色：12月29日
黄色：12月30日

示威活动在伊朗第二大城市和保守派据点马什哈德最先爆发，其后蔓延至内沙布尔、卡尚、克尔曼、克尔曼沙赫、卡什马尔、拉什特、伊斯法罕、阿拉克、阿巴斯港、阿尔达比勒、加兹温、哈马丹、萨里、巴博勒、阿莫勒、萨因沙赫尔、沙赫尔库尔德、设拉子、霍拉马巴德、赞詹、戈尔甘、扎黑丹、乌尔米耶、道鲁德、亚兹德以及沙赫鲁德等地。
在部分地区的示威中，民众甚至喊出了诸如“礼萨汗，神保佑你”等口号，礼萨汗即巴列维王朝的第一代国王，该王朝于1979年被霍梅尼领导的伊朗伊斯兰革命推翻，繼而被伊朗伊斯兰共和国取代。示威者亦呼喊赞美穆罕默德-礼萨·巴列维及其子禮薩·巴列維的口号。示威者要求伊朗最高领袖阿里·哈梅內伊下台，在德黑兰撕毁或焚烧哈梅内伊画像，并高呼“无耻哈梅内伊滚出伊朗”、“打倒独裁者”等口号。

### 12月28日
伊朗的示威活动于2017年12月28日在伊朗第二大城市马什哈德爆发，随后首都德黑兰，以及内沙布尔、卡什马尔、亚兹德、沙赫鲁德等其他城市也爆发示威。这些示威活动据称是通过社交网络应用组织的。示威者呼喊的口号包括“我们不要伊斯兰共和国”、“打倒鲁哈尼”、“打倒独裁者”等。
示威行动原本针对的是经济萧条及物价高企的现状，但很快便转变为对伊朗干预中东事务及伊朗政府自身的不满。
根据美联社报道，德黑兰警察总长侯赛因·拉希米宣布“不遵守伊斯兰着装标准的人士将不再被逮捕和起诉”，當局改為要求他們上警方的輔導班，但重犯者仍需面對法律制裁。

### 12月29日
星期五日落後示威持續。示威蔓延至多個主要城市，包括拉什特、伊斯法罕、阿瓦士、库姆、萨里、扎黑丹和加兹温。有少數人在德黑蘭被捕。

### 12月30日
12月30日示威升級，在伊朗中部的夜間示威中，革命衛隊開槍造成3人喪生和多人受傷。週六這一天恰逢2009年12月30日的伊朗親政府集會的周年紀念日，約4000人參加德黑蘭的一個親政府集會。根據國營電視台報道，總共有1200個城鎮和城市舉行支持政府的集會。同一時間，反政府暴亂首次蔓延至德黑蘭，德黑蘭大學學生高呼反政府的口號，但被防暴警察驅散。德黑蘭大學內的哈梅內伊海報亦被撕毀。互聯網亦在局部地區（包括德黑蘭的大部份地區）被封鎖。
洛雷斯坦省政府發表聲明，表示軍隊、警察及保安部隊沒對群眾開槍，而他們旨在以非暴力情況下結束示威，但「叛教者和受外國情報機構指揮的示威者團體導致2人死亡及3人受傷」。

### 12月31日
伊朗內政部長阿卜多勒雷扎·拉曼尼·法茲利警告：「破壞秩序和違反法律的人必須對其行為負上責任和代價。」他亦在國營電視台發表聲明表示：「一定會面臨恐懼和恐怖。」美國之音波斯語部在記者訪問被捕示威者家屬後證實其中兩名被捕示威者分別為哈姆澤·拉什尼和侯賽因·雷什諾。
反政府示威進入第4天。德黑蘭亦爆發零星示威，被捕示威者家屬亦在埃溫監獄外集會。星期日有200人在德黑蘭被捕，另有10人在西亞塞拜然省被捕。
伊朗總統哈桑·魯哈尼在示威爆發後首次對示威表態，表示人民有示威的權利，但強調暴力、破壞行為和煽動性的政治口號必須被禁止，因此舉只會使人民的處境更為惡化。
據伊朗伊斯蘭共和國廣播電視台報道，部份武裝示威者意圖控制警署及軍營，但均被保安部隊驅趕。在當天晚上的衝突中有10人死亡。

### 1月1日
2018年1月1日，示威在德黑兰等地继续进行。伊朗官方媒体报道，示威者在1月1日当天对警察开枪，造成1名警察身亡。

### 1月2日
抗议者和安全部队之间发生彻夜的冲突，造成九人死亡。 据国家电视台报道，其中6起死亡事件是发生Qahdariijan的一个警察局，暴乱分子试图袭击并意图偷窃武器。此外，霍梅尼沙赫尔已有一名11岁男孩和一名20岁男子遇难，另外还有一名革命卫队成员在纳杰法巴德遇害，这三人都是被狩猎步枪杀害。自抗议开始以来，已逾450人被捕。

### 1月3日
1月3日，整个伊朗都发生了零星的示威游行。在馬拉耶爾的示威游行开始后，他们唱圣歌针对最高领导人。北方城市瑙沙赫爾也有示威，示威者高呼“独裁者死亡”。另一方面，伊斯兰革命卫队领导人穆罕默德·阿里·贾法里宣布“煽动叛乱”的结束。为表示官方关注抗议活动的力度，革命卫队指挥官穆罕默德·阿里·贾法里少将说，他派遣部队去哈马丹，伊斯法罕和洛雷斯坦省解决新的示威煽动。

## 被捕和傷亡
- 12月28日至12月31日，共有12名抗议者在与安全部队的冲突中丧生。[50]
- 1月1日，官方媒體报道了一名安全部队成员在德黑兰被狩猎步枪枪杀后身亡。[19]
- 截至1月2日，共有21名抗议者在一个警察局遭到失败袭击后遇害，六名武装示威者遇害。[52]
- 1月中旬，伊朗議員表示有3700人在反政府抗議期間被捕。國際特赦組織表示至少有五人在羈押期間死亡。[54]

### 公共財產的損壞
據德黑蘭市長穆罕默德·阿里·納傑菲的報告顯示，在德黑蘭示威中損毀公共財產的情況「並不是那麼嚴重」，並只有快速公交和垃圾筒被焚毀。
魯哈尼表示不會縱容那些損壞公共財產和擾亂公共秩序的人。
2017年12月31日，暴亂者闖入道魯德一間消防局，襲擊員工和毀壞消防車。2018年1月1日，暴亂者又在道魯德搶走一輛消防車，最後造成該車與另一輛汽車碰撞，汽車上的一對父子喪生。

## 政府反應

### 媒體審查
伊朗內政部長阿卜杜勒－禮薩·拉赫馬尼·法茲利表示社交媒體的不當使用正在造成暴力和恐懼，表明將會制止此類行為。

#### 互聯網
面對示威持續，在伊朗的數個城市，互聯網服務供應商（ISP）中斷互聯網連接。馬什哈德部分地區的電話服務也被中斷。
根據OpenDNS的BGP Stream，2018年1月1日伊朗的互聯網流量下跌近50%。與此同時，使用TOR的伊朗人數目在示威期間大幅上升。

#### Telegram
即時通訊軟件Telegram成為組織示威的重要工具。
2017年12月30日，伊朗政府要求Telegram關閉一個由Roohollah Zam營運，呼籲使用自製爆炸物對付保安部隊的頻道。Telegram接納請求，但該頻道在開除該名發表呼籲使用暴力的帖文的管理員後重新開放。在Telegram拒絕關閉另一頻道後，伊朗政府於12月31日封鎖Telegram。Telegram行政總裁Pavel Durov表示在他們拒絕關閉進行和平示威的頻道後遭到伊朗當局封鎖。

#### Instagram
伊朗於2017年12月31日暫時封鎖Instagram。

## 媒體报道
獨立媒體機構的報道在伊朗被限制。但是，伊朗國營媒體發表魯哈尼對示威的表態。他表示「人民有批評的權利」，但亦指當局絕不容忍「暴力、破壞公共財產」的反社會行為。
埃利奧特·阿布拉姆斯在2017年12月29日一篇題為《伊朗示威與〈紐約時報〉》的文章中批評《紐約時報》對伊朗示威的報道存在誤導性，指其削弱伊朗示威的價值至經濟層面。他認為根據口號推斷，示威的政治層面亦重要。

## 反應

### 國內
- 2018年1月2日，最高領袖哈梅內伊指責伊斯蘭共和國的敵人製造不穩，他說「在過去數天的事件中，伊朗的敌人使用包括金钱、武器、政治和情报支援在内的各种手段，為伊斯蘭建制製造麻煩。」[74]
- 2017年12月31日，伊朗總統魯哈尼表示伊朗人民有權表達對自己國家的問題的批評，但不能訴諸暴力和攻擊公共財產。他說示威不應以使人們感到他們的生命和革命受到威脅的方式進行。他要求保安部隊繼續避免使用武力。對於美國總統川普表示支持示威者，魯哈尼說「這個在美國的人今天假裝同情我們人民，但請記住他在幾個月之前把伊朗人民稱為恐怖分子。這個全心全意對抗伊朗人的人無權同情伊朗人民。」[75]
- 伊朗外交部發言人巴拉姆·加斯塞米回應川普的推文時表示「伊朗人不會容忍美國官員機會主義和虛偽的口號」，並指「伊朗伊斯蘭共和國憲法成立了受法律保障的民主架構以保障民權，而在法律框架內是完全可能追求這些要求的」[76][77]。
- 伊斯蘭革命衛隊發表聲明，表示會密切監察「叛亂的未來動態」，並指「支持法基赫的監護不會允許國家構成傷害」[78]。
- 伊朗共產黨在公報中表示：「由於政權沒有改善人民的生活，工人和集體示威擴大是無可避免的。」
- 前伊朗外交部發言人哈米德·雷扎·阿塞菲指，沙特阿拉伯打算剥削和滥用其所谓的“民主集会和言论自由”，並表示沙特阿拉伯打算從示威中拿取好處以至干預伊朗內政。他表示伊朗人民和政府不會使沙特阿拉伯或其他國家從示威中得到好處，以至干預伊朗內政。他亦表示示威爆發不是因為反對政府，而是因為反對經濟問題[79][80]。
- 伊朗前皇后法拉赫·巴列維在其Instagram和Facebook帳號上表示支持示威。末代皇儲禮薩·巴勒維於示威第二天在其Telegram頻道上發表支持示威的訊息。[76][77]

### 國際
- 美国 – 美國總統唐納德·川普在Twitter上表示「伊朗人民不滿政權腐敗和國家財富被浪費於資助國外恐怖主義的和平示威有許多報道。伊朗政府應該尊重自己人民的權利，包括表達意見的權利。全世界在看着﹗#IranProtest」。[81][82]
  - 美國副總統迈克·彭斯發表聲明，表示：「我站在追求自由的伊朗示威者一邊，並對拘捕無辜者予以譴責。德黑蘭政權是時候結束恐怖主義活動、貪腐和忽視人權。」[83]
  - 美國參議員泰德·克魯茲、約翰·麥凱恩、湯姆·卡頓、伯尼·桑德斯和奧林·哈奇、眾議院議長保羅·瑞安及前國務卿希拉莉·克林頓和約翰·克里表示声援示威者[84][85][86][87][88]。美國國務院發表聲明譴責拘捕示威者[89]。
- 加拿大 – 加拿大外交部發表聲明聲援示威者：「加拿大對伊朗人民行使其和平示威的基本權利表示鼓舞。」[90]
- 德国 – 外長西格马·加布里尔呼籲伊朗政府尊重示威者和平發聲的權利，他又說需要與暴力行為保持距離。[91]
- 以色列 – 總理本雅明·内塔尼亚胡讚揚追求自由的示威者是英雄。[91][92]他同時否認以色列在幕後插手示威。[91][92]
- 英国 – 外相鲍里斯·约翰逊表示關注在伊朗發生的事情，並強調公民有和平示威的權利。[93]
- 中國 - 中国外交部新闻发言人耿爽在2018年1月2日召开的例行新闻发布会上表示，中方“注意到有关近期伊朗国内情况的报道。希望伊朗保持稳定，实现发展。”[94]

## 关联条目
- 白色革命
- 伊朗伊斯兰革命
- 1999年7月伊朗学生示威（英语：Iran student protests, July 1999）
- 2009年伊朗绿色革命
- 2018年－2019年伊朗大罢工与抗议（英语：2018–2019 Iranian general strikes and protests）
- 2019—2020年伊朗抗议

## 外部連結
- 维基共享资源上的相關多媒體資源：2017—2018年伊朗示威
- 即时博客：伊朗抗议持续进行（页面存档备份，存于），美國之音